# Lijst van rijksmonumenten in Kerspel Goor
De buurtschap Kerspel Goor telt 55 inschrijvingen in het rijksmonumentenregister. Hieronder een overzicht.
| Object                                                                         | Oorspronkelijke functie?  | Bouwjaar                | Architect                | Locatie                 | Coördinaten?                  | Nr.?   | Afbeelding                                                          |
| ------------------------------------------------------------------------------ | ------------------------- | ----------------------- | ------------------------ | ----------------------- | ----------------------------- | ------ | ------------------------------------------------------------------- |
| "Groot Kevelham" Boerderij onder met riet en pannen gedekt zadeldak            | Boerderij                 | 1815 (sluitsteen)       |                          | Poortweg 4              | 52° 13' 26" NB, 6° 35' 39" OL | 28133  | Meer afbeeldingen                                                   |
| Weldam                                                                         | Kasteel, buitenplaats     | 16e/18e eeuw            | Samuel Weatherly (rest.) | Weldammerlaan 5         | 52° 13' 2" NB, 6° 34' 58" OL  | 480651 | Weldam                                                              |
| Historische tuin- en parkaanleg                                                | Tuin, park en plantsoen   |                         | Édouard André            | Weldammerlaan 5         | 52° 12' 59" NB, 6° 34' 54" OL | 480652 | Historische tuin- en parkaanleg                                     |
| Toegangsbrug                                                                   | Tuin, park en plantsoen   | 17e eeuw                |                          | Weldammerlaan bij 5     | 52° 12' 52" NB, 6° 35' 18" OL | 480653 | Toegangsbrug                                                        |
| Hoofdinrijhek, muren en hekken                                                 | Tuin, park en plantsoen   | 1695 (siervzen)         |                          | Weldammerlaan bij 5     | 52° 12' 58" NB, 6° 34' 59" OL | 480654 | Meer afbeeldingen                                                   |
| Oostelijk bouwhuis                                                             | Bijgebouwen kastelen enz. | laatste kwart 17e eeuw  |                          | Weldammerlaan bij 5     | 52° 13' 1" NB, 6° 34' 59" OL  | 480655 | Oostelijk bouwhuis                                                  |
| Westelijk bouwhuis                                                             | Bijgebouwen kastelen enz. | laatste kwart 17e eeuw  |                          | Weldammerlaan bij 5     | 52° 13' 1" NB, 6° 34' 57" OL  | 480656 | Westelijk bouwhuis                                                  |
| Zonnewijzer op voorplein                                                       | Tuin, park en plantsoen   | laatste kwart 19e eeuw  |                          | Weldammerlaan bij 5     | 52° 13' 1" NB, 6° 34' 58" OL  | 480657 | Zonnewijzer op voorplein                                            |
| Keermuur, borstwering en toegangsdam aan voorplein door binnengracht           | Tuin, park en plantsoen   | 17e eeuw                |                          | Weldammerlaan bij 5     | 52° 13' 2" NB, 6° 34' 58" OL  | 480658 | Upload foto                                                         |
| Twee vazen op sokkels bij toegangsdam                                          | Tuin, park en plantsoen   | 17e eeuw                |                          | Weldammerlaan bij 5     | 52° 13' 1" NB, 6° 34' 58" OL  | 480659 | Upload foto                                                         |
| Bassin in de verdiepte oostelijke parterre                                     | Tuin, park en plantsoen   | 1886-1900               |                          | Weldammerlaan bij 5Ongd | 52° 13' 2" NB, 6° 35' 0" OL   | 480660 | Upload foto                                                         |
| Bassin in de verdiepte westelijke parterre                                     | Tuin, park en plantsoen   | 1886-1900               |                          | Weldammerlaan bij 5Ongd | 52° 13' 1" NB, 6° 34' 56" OL  | 480661 | Upload foto                                                         |
| Bakstenen keermuur rond de verdiepte oostelijke parterre                       | Tuin, park en plantsoen   | 1886-1900               |                          | Weldammerlaan bij 5     | 52° 13' 2" NB, 6° 35' 0" OL   | 480662 | Upload foto                                                         |
| Bakstenen keermuur rond de verdiepte westelijke parterre                       | Tuin, park en plantsoen   | 1886-1900               |                          | Weldammerlaan bij 5     | 52° 13' 1" NB, 6° 34' 56" OL  | 480663 | Upload foto                                                         |
| Acht vazen bij de verdiepte oostelijke parterre                                | Tuin, park en plantsoen   | ca. 1900                |                          | Weldammerlaan bij 5     | 52° 12' 59" NB, 6° 35' 0" OL  | 480664 | Upload foto                                                         |
| Acht vazen bij de verdiepte westelijke parterre                                | Tuin, park en plantsoen   | ca. 1900                |                          | Weldammerlaan bij 5     | 52° 12' 59" NB, 6° 34' 56" OL | 480665 | Upload foto                                                         |
| Hardstenen trap aan nw- zijde van de binnentuin                                | Tuin, park en plantsoen   | 1886-1900               |                          | Weldammerlaan bij 5     | 52° 13' 3" NB, 6° 34' 56" OL  | 480666 | Upload foto                                                         |
| Hardstenen trap aan de no-zijde van de binnentuin                              | Tuin, park en plantsoen   | 1886-1900               |                          | Weldammerlaan bij 5     | 52° 13' 2" NB, 6° 35' 0" OL   | 480667 | Upload foto                                                         |
| Sokkel met wapensteen aan zuidzijde van de berceau                             | Tuin, park en plantsoen   | 1709/19e eeuw           |                          | Weldammerlaan bij 5     | 52° 13' 1" NB, 6° 34' 54" OL  | 480668 | Upload foto                                                         |
| Sokkel met wapensteen aan noordzijde van de berceau                            | Tuin, park en plantsoen   | 1709/19e eeuw           |                          | Weldammerlaan bij 5     | 52° 13' 1" NB, 6° 34' 54" OL  | 480669 | Upload foto                                                         |
| Twee vazen op sokkels in parterre aan westzijde van de binnentuin              | Tuin, park en plantsoen   | 17e/19e eeuw            |                          | Weldammerlaan bij 5     | 52° 13' 3" NB, 6° 34' 55" OL  | 480670 | Upload foto                                                         |
| Twee vazen op sokkels ter weerszijden van de broderie-parterre achter het huis | Tuin, park en plantsoen   | 17e eeuw                |                          | Weldammerlaan bij 5     | 52° 13' 2" NB, 6° 35' 0" OL   | 480671 | Upload foto                                                         |
| Brug over de verbinding tussen de binnen en buitengracht                       | Tuin, park en plantsoen   | laat 19e eeuw           |                          | Weldammerlaan bij 5     | 52° 13' 3" NB, 6° 34' 55" OL  | 480672 | Brug over de verbinding tussen de binnen en buitengracht            |
| Brug over de buitengracht, ten noorden van de binnentuin                       | Tuin, park en plantsoen   | 1887                    | Édouard André            | Weldammerlaan bij 5     | 52° 13' 5" NB, 6° 34' 57" OL  | 480673 | Brug over de buitengracht, ten noorden van de binnentuin            |
| Sokkel van zonnewijzer in de rozentuin                                         | Tuin, park en plantsoen   | laat 16e/vroeg 17e eeuw |                          | Weldammerlaan bij 5     | 52° 13' 2" NB, 6° 35' 0" OL   | 480674 | Sokkel van zonnewijzer in de rozentuin                              |
| Gebogen bank op terras                                                         | Tuin, park en plantsoen   | ca. 1900                |                          | Weldammerlaan 5         | 52° 13' 2" NB, 6° 35' 0" OL   | 480675 | Upload foto                                                         |
| Vaas op het gazon ten noorden van de binnentuin                                | Tuin, park en plantsoen   | ca. 1886                |                          | Weldammerlaan 5         | 52° 13' 7" NB, 6° 34' 58" OL  | 480676 | Upload foto                                                         |
| Sokkel op de westelijke lengte-as van de binnentuin                            | Tuin, park en plantsoen   | ca. 1886                |                          | Weldammerlaan bij 5     | 52° 13' 7" NB, 6° 34' 52" OL  | 480677 | Upload foto                                                         |
| Sokkel op de oostelijke lengte-as van de binnentuin                            | Tuin, park en plantsoen   | ca. 1886                |                          | Weldammerlaan bij 5     | 52° 13' 7" NB, 6° 34' 58" OL  | 480678 | Upload foto                                                         |
| Oranjerie                                                                      | Tuin, park en plantsoen   | ca. 1886                |                          | Weldammerlaan 5         | 52° 12' 56" NB, 6° 34' 52" OL | 480679 | Oranjerie                                                           |
| Grote kas                                                                      | Tuin, park en plantsoen   | laat 19e eeuw           |                          | Weldammerlaan bij 5     | 52° 12' 56" NB, 6° 34' 52" OL | 480680 | Grote kas                                                           |
| Kleine kas                                                                     | Tuin, park en plantsoen   | vroeg 20e eeuw          |                          | Weldammerlaan bij 5     | 52° 12' 55" NB, 6° 34' 52" OL | 480681 | Kleine kas                                                          |
| Vier koude bakken                                                              | Tuin, park en plantsoen   |                         | ca. 1886                 | Weldammerlaan 5         | 52° 12' 55" NB, 6° 34' 49" OL | 480682 | Vier koude bakken                                                   |
| Noordelijke moestuinmuur                                                       | Tuin, park en plantsoen   | ca. 1886                |                          | Weldammerlaan 5         | 52° 12' 56" NB, 6° 34' 49" OL | 480683 | Noordelijke moestuinmuur                                            |
| Westelijke moestuinmuur                                                        | Tuin, park en plantsoen   | ca. 1886                |                          | Weldammerlaan 5         | 52° 12' 54" NB, 6° 34' 46" OL | 480684 | Westelijke moestuinmuur                                             |
| Rentmeestershuis                                                               | Dienstwoning              | 1891                    | Samuel Weatherly         | Prins Mauritslaan 1     | 52° 12' 56" NB, 6° 34' 45" OL | 480685 | Meer afbeeldingen                                                   |
| Stenen schuur bij het rentmeestershuis                                         | Bijgebouwen kastelen enz. | 19e eeuw                |                          | Weldammerlaan bij 5     | 52° 12' 55" NB, 6° 34' 46" OL | 480686 | Stenen schuur bij het rentmeestershuis                              |
| IJskelder                                                                      | Tuin, park en plantsoen   | 19e eeuw                |                          | Weldammerlaan bij 5     | 52° 12' 53" NB, 6° 34' 45" OL | 480687 | IJskelder                                                           |
| Electriciteitshuisje                                                           | Nutsbedrijf               | begin 20e eeuw          |                          | Weldammerlaan bij 5     | 52° 12' 54" NB, 6° 34' 45" OL | 480688 | Upload foto                                                         |
| Pijlers en borstweringen aan de oprijlaan                                      | Tuin, park en plantsoen   | eind 19e eeuw           |                          | Weldammerlaan bij 5     | 52° 12' 52" NB, 6° 35' 18" OL | 480689 | Upload foto                                                         |
| Pijlers en borstweringen bij het rentmeesterskantoor                           | Tuin, park en plantsoen   | eind 19e eeuw           |                          | Diepenheimseweg 114Ongd | 52° 12' 56" NB, 6° 34' 42" OL | 480690 | Pijlers en borstweringen bij het rentmeesterskantoor                |
| Timmerwerkplaats                                                               | Nijverheid                | 1891                    |                          | Diepenheimseweg 114Ongd | 52° 13' 3" NB, 6° 34' 35" OL  | 480691 | Meer afbeeldingen                                                   |
| St. Mary's Chapel                                                              | Kapel                     | eind 19e eeuw           | Samuel Weatherly         | Diepenheimseweg 114Ongd | 52° 13' 5" NB, 6° 34' 40" OL  | 480692 | Meer afbeeldingen                                                   |
| Boerderij "Modder"                                                             | Boerderij                 | 18e/19e eeuw            |                          | Poortweg 1              | 52° 13' 12" NB, 6° 35' 24" OL | 480693 | Meer afbeeldingen                                                   |
| Rentmeesterkantoor                                                             | Bijgebouwen kastelen enz. | 1880                    |                          | Diepenheimseweg 114     | 52° 12' 58" NB, 6° 34' 41" OL | 507976 | Upload foto                                                         |
| Koetshuis met een samengestelde plattegrond op een zandstenen plint            | Bijgebouwen kastelen enz. | 1884                    |                          | Diepenheimseweg 110     | 52° 12' 59" NB, 6° 34' 41" OL | 507977 | Koetshuis met een samengestelde plattegrond op een zandstenen plint |
| Raesfelt                                                                       | Woonhuis                  | 1885                    |                          | Diepenheimseweg 106     | 52° 13' 1" NB, 6° 34' 41" OL  | 507978 | Meer afbeeldingen                                                   |
| Huis Wegdam                                                                    | Kasteel, buitenplaats     | 1758 of ouder           |                          | Wegdammerweg 4          | 52° 13' 6" NB, 6° 35' 41" OL  | 520441 | Meer afbeeldingen                                                   |
| Wegdam: historische tuin- en parkaanleg                                        | Tuin, park en plantsoen   | 18e/19e eeuw            |                          | Wegdammerweg bij 4      | 52° 13' 6" NB, 6° 35' 41" OL  | 520446 | Upload foto                                                         |
| Wegdam: bouwhuis                                                               | Bijgebouwen kastelen enz. | 18e/19e eeuw            |                          | Wegdammerweg bij 4      | 52° 13' 6" NB, 6° 35' 41" OL  | 520450 | Meer afbeeldingen                                                   |
| Wegdam: koetshuis                                                              | Bijgebouwen kastelen enz. | 1893                    |                          | Wegdammerweg bij 4      | 52° 13' 6" NB, 6° 35' 41" OL  | 520453 | Meer afbeeldingen                                                   |
| Wegdam: boerderij                                                              | Boerderij                 | 19e eeuw                |                          | Wegdammerweg 2          | 52° 13' 10" NB, 6° 35' 45" OL | 520454 | Meer afbeeldingen                                                   |
| Wegdam: muren en hekwerk                                                       | Tuin, park en plantsoen   | 18e eeuw of ouder       |                          | Wegdammerweg bij 4      | 52° 13' 6" NB, 6° 35' 41" OL  | 520456 | Upload foto                                                         |
| Wegdam: tuinsieraden                                                           | Tuin, park en plantsoen   | 18e/19e eeuw            |                          | Wegdammerweg bij 4      | 52° 13' 6" NB, 6° 35' 41" OL  | 520457 | Meer afbeeldingen                                                   |
| Wegdam: boerderij met schuur                                                   | Boerderij                 |                         |                          | Wegdammerweg bij 2      | 52° 13' 9" NB, 6° 35' 47" OL  | 529321 | Meer afbeeldingen                                                   |